# El premio (film)
El premio è un film del 2011 diretto da Paula Markovitch.